# Otto Weddigen (militär)

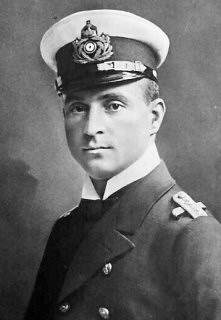
Otto Weddingen.

Otto Weddigen, född den 15 september 1882 i Herford (Westfalen), död den 18 mars 1915, var en tysk marinofficer.
Weddigen, som blev kaptenlöjtnant 1912, sänkte med undervattensbåten "U 9" de tre engelska pansarkryssarna "Aboukir", "Hogue" och "Cressy" den 22 september 1914 utanför holländska kusten samt sedermera engelska pansarkryssaren "Hawke" den 15 oktober samma år utanför Skottlands östra kust. I mars 1915 rammades "U 29", vars chef Weddigen då var, vid Orkneyöarna av det brittiska slagskeppet "Dreadnought", som Weddigen förgäves sökt torpedera, varvid den förstnämndas hela besättning omkom. 